# Zaricicea, Haisîn
Zaricicea (în ucraineană Заріччя) este un sat în comuna Karbivka din raionul Haisîn, regiunea Vinnița, Ucraina.

## Demografie
Componența lingvistică a localității Zaricicea
     Ucraineană (98,21%)
     Rusă (1,79%)
Conform recensământului din 2001, majoritatea populației localității Zaricicea era vorbitoare de ucraineană (98,21%), existând în minoritate și vorbitori de rusă (1,79%).